# Primera expedició auxiliadora de l'Alt Perú

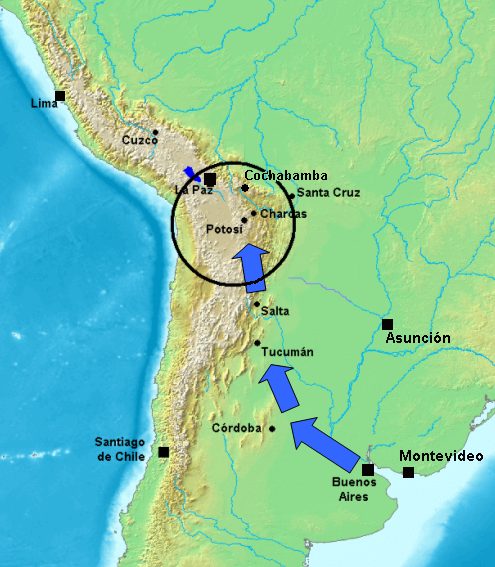
El Alt Perú, objectiu del Exèrcit del Nord, enviat desde Buenos Aires.

Durant la Guerra de la Independència Argentina al 1810, les Províncies Unides del Riu de la Plata van enviar a l'Exèrcit del nord al territori jurisdiccional de la Reial Audiència de Charcas (actual Bolívia) amb la finalitat de desallotjar als realistes fidels al Consell de Regència i al rei Ferran VII.

## Formació de l'exèrcit

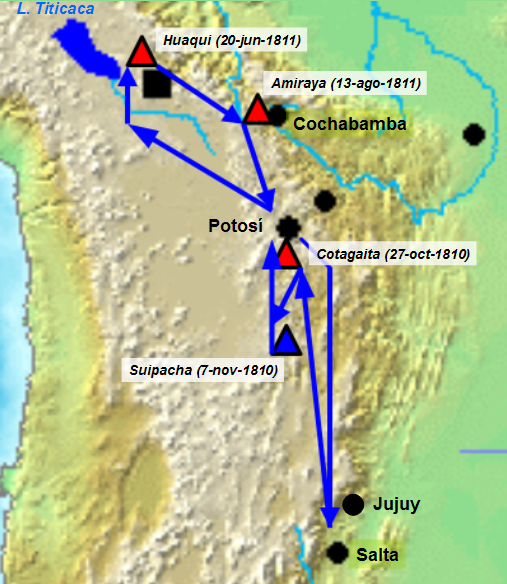
Mapa de la primera campanya a l'Alt Perú (1810-1811). Els triangles vermells senyales les batalles guanyades pels realistes (Cotagaita, Huaqui i Amiraya) i el triangle blau senyala la victòria independentista (Suipacha)

El que va acabar sent l'exèrcit del nord va tenir el seu origen en les tropes reunides pel vocal morenista Juan José Castelli per ordres donades per la Primera Junta el 14 de juny del 1810, per a combatre l'exvirrei Santiago de Liniers, que encapçalava la Contrarevolució de Córdoba, un moviment contrarrevolucionari a favor de l'antic règim a la Intendència de Córdoba del Tucumán (l'actual ciutat de Córdoba a l'Argentina). L'ordre de la Junta responia al compliment de l'acta de formació de la mateixa el 25 de maig del 1810, que l'obligava a enviar una expedició militar a les províncies.
Vicente Nieto, president de la Reial Audiència de Charcas a l'Alt Perú, va tenir coneixement de la instal·lació de la primera Junta a Buenos Aires el 23 de juny del 1810 (la junta es va establir el 25 de maig del 1810). El 26 de juny va prendre la decisió de desarmar la unitat del Regiment de Patricis de Buenos Aires que havia portat a Chuquisaca l'any anterior.
Va ser degut al fet que els soldats havien brindat per Cornelio Saavedra la nit anterior, fet que el va fer sospitar d'estar a favor de la revolució.
El mateix dia va ordenar la remissió dels presos notables de la Revolució de Chuquisaca del 1809 - entre els quals hi havia el coronel Juan Antonio Álvarez de Arenales i Joaquin Lemoine - a la ciutat de Lima, la capital de virregnat del Perú.
Els últims dies del 1810 es va saber a Córdoba que José Fernando Abascal, el virrei del Perú, havia decidit no reconèixer a la Junta de Buenos Aires ni a Vicente Nieto ni a Francisco de Paula Sanz que estava a càrrec de la Intendència de Potosí, i havia annexat provisionalment al virregnat del Perú les intendències de l'Alt Perú que fins feia dos mesos havien format part del Virregnat del Riu de la Plata.
Abascal va nombrar a José Manuel de Goyeneche president provisional de la Reial Audiència del Cuazo, general en cap de l'Exèrcit Expedicionari de l'Alt Perú, i va ordenar a l'intendent d'Arequipa i Puno, Juan Ramírez Orozco que fiquès sota les seves ordres a les seves tropes.

## L'execució de Liniers
La Junta va començar una col·lecta a Buenos Aires per a perpetrar l'expedició i va reunir un exèrcit de mil cent cinquanta homes. Aquest exèrcit va partir de la capital del exvirregnat el 6 de juliol del 1810 en direcció a Còrdoba per fer front al exvirrei Liniers, sota el comandament del coronel Francisco Ortiz de Ocampo. Va ser seguit pel tinent coronel Antonio González Balcarce que havia rebut una formació a contrarrellotge de dos mesos.
A similitud dels exèrcits de la revolució francesa, ambdós anaven acompanyats pel representant de la junta (càrrec polític) Hipólito Vieytes i pel auditor Feliciano Antonio Chiclana que es va incorporar posteriorment i que posteriorment seria anomenat governador intendent de Salta del Tucumán. El comandament militar estava subjecte al polític i aquest a la Junta a través de la secretaria de Guerra que ocupava Mariano Moreno. Vieytes portava instruccions de deixar que a cada província el poble eligís els diputats per incorporar-se a la Junta.
El 8 de juliol del 1810, Mariano Moreno va ordenar que els que s'oposessin a la revolució fossin enviats a Buenos Aires a mesura que fossin capturats, però el 28 de juliol va impartir una altra ordre.
| « | Que siguin arcabussejats (disparats amb un arcabús, que era una arma més antiga que el fusell) Santiago Liniers, el bisbe Orellana, l'Intendent de Córdoba Gutiérrez de la Concha, el coronel de milícies Allende, l'Oficial Reial Moreno i don Victoriano Rodríguez al mateix moment en què tots i cadascun d'ells siguin capturats. Siguin quines siguin les circumstàncies s'executarà aquesta resolució sense donar lloc a demores que poguessin promoure precs i relacions capaces de comprometre el compliment d'aquesta ordre | » |

El 31 de juliol del 1810 els caps reialistes de Córdoba van fugir cap a l'Alt Perú al dissoldre's el seu exèrcit. Es va capturar Liniers al 6 d'agost a les serres de Córdoba, i va ser enviat a Buenos Aires contradint l'ordre d'execució, però el 26 d'agost va ser atrapat a Surgentes (província de Córdoba) per la nova conducció política de l'Exèrcit del Nord enviat per Moreno.
Juan José Castelli va ordenar l'afusellament immediat de Liniers junt amb el governador de Córdoba del Tucumán, Juan Gutiérrez de la Concha, el tinent governador Victorio Rodríguez, Santiago Alejo de Alende i Joauin Moreno, perdonant al bisbe Rodrigo de Orellana que va ser enviat presoner a la villa de Luján (a 70 km a l'oest de Buenos Aires). El morenista Domingo French va donar el tret de gràcia al militar francès.
Per ordre de la Junta, Antonio González Balcarce, va substituir a Ortiz de Ocampo al capdavant de les tropes, amb Juan José Viamonte com a segon cap. En substitució de Vieytes, Juan José Castelli va ocupar el càrrec de delegat i Vernando Monteagudo el d'auditor. Domingo French i Nicolàs Rodríguez Penya integraven també el nou comité polític.
Ocupada Córdoba el 8 d'agost, el seu cap va ser substutuït i Juan Martín de Pueyrredón va ser nomenat governador intendent, assumint el càrrec a mitjans d'agost.
Després la marxa va continuar direcció a l'Alt Perú on el general espanyol José de Córdoba i Rojas estava al comandament de les tropes reialistes.
L'adhesió espontàniea de diversos cabildos alt-peruans va nutrir la tropa d'Antonio Gonzàlez Balcarce. També va rebre tropes de Salta encapçalades per Martín Miguel de Güemes. A Santiago del Estero es va formar un Batalló de Patricis Santiaguenys comandats pel coronel Juan Francisco Borges. A Jujuy, Castelli va incorporar a l'exèrcit els piquets de la frontera i va deixar el comandament de la ciutat a Mariano de Gordaliza.
El centre i el nord-oest argentí van quedar alliberats dels governants reialistes, doncs successivament els cabildos de Sant Luís (13 de juny), Salta (19 de juny), Mendoza (25 de juny), San Miguel de Tucumán (26 de juny), Santiago del Estero (29 de juny), sant Juan (7 de juliol), la Rioja (1 de setembre), Catamarca (4 de setembre) i San Salvador de Jujuy (14 de setembre) es van pronunciar a favor de la Junta de Buenos Aires i van enviar-hi diputats. Tarija també ho havia fet el 25 de juny.

## Exèrcit reialista de l'Alt Perú
En conèixer-se els fets de Buenos Aires, els caps reialistes de l'Alt Perú es van dedicar a organitzar un exèrcit.
La vanguàrdia reialista al comandament del marquès de Yavi va ocupar sectors de Jujuy amb el Regiment de Tarija, però en pronunciar-se Salta a favor de la revolució, es va ordenar el replegament d'aquestes forces a l'Alt Perú. Poc després van tornar a posicionar-se a les valls septentrionals de Jujuy, per a evacuar-los després amb la ordre de deixar lliures els camins en avançar la vanguàrdia d'Antònio Gonzàlez Balcarce.
L'intendente de Potosí, Francisco de Paula Sanz, va enviar immediatament a Tupiza al coronel Indalecio Gonzàlez Socasa amb 600 milicians. Aquest es va dirigir a Chichas amb dos canyons i fusions buscant reclutar soldats, però només en va aconseguir uns dos-cents. Vicente Nieto va enviar al major general Córdoba a ocupar el poble estratègic de Santiago de Cotagaita amb tropes de Chuquisaca i quatre companyies de Potosí, uns 400 quilòmetres al nord de San Salvador de Jujuy. Allí va fer excavar trinxeres i va aconseguir que Gonzàlez Socasa es posès sota les seves ordres després d'algunes discussions. Gonzàlez Socasa va quedar sota el comandament d'un batalló i la resta de les tropes de Tupiza va passar a les ordres de Córdoba, qui havia arribat amb un cos de marins espanyols.
El coronel Basagoytia amb 500 homes de les milicies de Puno i d'Arequipa es va dirigir a Potosí, mentres que, a La Paz, Juan Ramírez armava un exèrcit de dos mil homes deixant la governació interinament en mans de Domingo Tristán.
Vicente Nieto va ordenar l'enviament a Chuisaca de forces milicianes de Cochabamba i uns altres 500 milicians de Santa Cruz de la Sierra, però al tenir coneixement dels successos de Cochabamba els primers van tornar el 22 de setembre i la resta dos dies després.

## La insurrecció de Cochabamba
El 14 de setembre del 1810 es va produir la insurrecció de Cochabamba, que va separar a les forces de Vicente Nieto de les forces de Ramírez. Va estar liderada pel coronel Francisco del Rivero, qui amb milícies de la vall de Cliza va derrocar al governador intendent José Gonzàlez Prada i la va integrar a la Junta de Buenos Aires, i és proclamat cap polític i militar. El van seguir Manuel Estebal Arce i Melchor Guzmán, alias Quitón.
L'agost del 1810, el capellà José Andrés de Salvatierra va liderar un movivment al Fort de Membiray de Cordillera i el 24 de setembre va prendre la ciutat de Santa Cruz de la Sierra, on un cabildo obert va deposar el subdelegat Pedro José Toledo i es va formar una junta provisional, liderada per Antonio Vicente Seoane, pel coronel Antònio Suàrez, per José Andrés de Salvatierra, Juan Manuel Lemoine i l'enviat de la Junta de Buenos Aires, Eustaqui Moldes.
El 6 d'octubre es va produir el pronunciament d'Oruro, encapçalat pel subdelegat d'hisenda i guerra, Tomás Barrón, adherint a la Junta de Buenos Aires i sol·licitant ajuda a Cochabamba. Esteban Arze amb milicies de Cochabamba va arrbibar a Oruro i després de reforçar les seves tropes amb milicies locals, va sortir el 12 d'octubre amb 1500 homes a la trobada de les tropes reialistes que Juan Ramírez havia enviat per sufocar la insurrecció de Oruro. Aquestes tropes estaven sota el comandament de Fermín Piérola; eren 800 infants veterans i dos peces d'artilleria.
El 14 d'octubre del 1810 es va produir la batalla d'Aroma, que va finalitzar amb el triomf d'Arze i la persecució de l'exèrcit reialista en direcció a La Paz. Piérole va intentar resistir a Sicasica, però el seu ingrès al poble va ser impedit pels seus habitants i va continuar cap a Viacha a on es trobava Ramírez, qui va repassar el riu Desaguadero amb les seves tropes a mitjans de novembre, desallotjant La Paz. Rovero va despatxar dues divisions desde Cochabamba, una que va entrar a La Paz el 19 de novembre sota el comandament de Bartolomé Guzmán, a on l'intendent Domingo Tristán es va plegar a la revolució i l'altra que va entrar a Chuquisaca el 13 de novembre sota el comandament de Manuel de la Vea. El president Vicente Nieto es va traslladar a Chuquisaca a Cotagaita.

## Primeres accions a l'Alt Perú
Al setembre del 1810, la vanguarda de l'Exèrcit del Nord va sortir de Salta penetrant a la quebrada d'Humahuaca. Mentre el coronel Diego Puyrredón enviava al capità Güemes, qui fins llavors amb una partida d'observació custodiava el nord de Jujuy, a les valls Calchaquís per a organitzar un exèrcit vallista que havia d'incorporar-se a l'exèrcit auxiliar per Abra de Moreno.
El 14 d'octubre del 1810, Antonio Gonzàlez Balcarce va arribar a Yavi amb la columna de vanguarda de 800 homes, allí es va detenir en espera del contingent de Tarija i dels canyons conduïts desde Salta per Calixto Gauna, esperant arribar a un total de 1900 homes. Per accelerar la marxa dels continguents va enviar a Güemes a Jujuy, on va organitzar la sortida de contingents i després va ser enviat a trobar els dos-cents miliciants de Tarija. Gauna va aconseguir portar els canyons desde Jujuy fins a Cotagaita en 8 dies. Les forces de vanguarda van començar a prendre contacte visual amb forces reialistes a partir de Cangrejos, els quals es retiraven a mesura que avançava la vanguarda d'Antònio Gonzàlez Balcarce.
Un cop que Güemes va arribar amb els milicians de Tarija, sota el comandament de José Antonio de Larrea, sense esperar la incorporació del gruix de l'exèrcit, les municions, els elements de transport, ni l'artilleria, Antònio Gonzàlez Balcarce va iniciar la marxa desde Yavi amb 400 homes i 2 canyons. La rereguarda de l'exèrcit, amb les municions de la artilleria no havia sortit encara de San Salvador de Jujuy, mentre que la reserva començava a pujar les serres.
El 10 d'octubre els realistes van abandonar Tupiza. Gonzàlez Balcarce la va ocupar l'endemà. La primera acció armada de l'exèrcit del nord a l'Alt Perú va ser el Combat de Cotagaita, que va tindre lloc el 27 d'octubre. La batalla va ser desfavorable per a Gonzàlez Balcarce i el seu resultat indecís, en part, va ser èr la superioritat numèrica dels espanyols, uns dos mil homes liderats per José de Còrdoba i Rojas. Anteriorment a la columna de Còrdoba se l'havia encomanat marxar en direcció a Córdoba per ajudar els contrarevolucionaris, però pel camí es va assabentar del fi abrupte del moviment. Es va refugiar a Tupiza i després a Cotagaita per fer front a la ofensiva de l'Exèrcit del nord.
El 5 de novembre les forces reialistes van començar la marxa cap a Tupiza, i per això l'endemà Antònio Gonzàlez Balcarce va desallotjar aquest poble, que va ser ocupat l'endemà per 1200 reialistes, i es va situar a Nazareno, a on va rebre un reforç de 200 homes provinents de Jujuy amb dos peces d'artilleria. El 7 de novembre van tornar a enfrentar-se contra les mateixes tropes amb les que s'havien enfrontat anteriorment, comandades pel general José de Còrdoba i Rojas a la batalla de Suipacha, on l'exèrcit argentí va obtindre la seva primera victòria. La batalla va resultar favorable per a Antònio Gonzàlez Balcarce a pesar de tindre, novament, la inferioritat numèrica (800 realistes contra 600 patriotes, a Cotagaita 2000 reialistes contra 1100 patriotes). A Antonio Gonzàlez Balcarce això li va valdre els galons de brigadier i la confiança per avançar cap al Riu Desaguadero, al llac Titicaca que era el límit amb el virregnat del Perú.
El 9 de novembre del 1810, Castelli va ordenar a Güemes que amb 150 habitants de Tarija montats a cavall partíssin de Suipacha en direcció a Cinti per a capturar al subdelegat i comandant militar Pedro Cabero i al seu antecessor, i impedir per allí la fugida dels derrotats de Suipacha cap al Gran Chaco. També va manar prendre possessió al nou subdelegat Isidoro Alberti

## Captura dels caps reialistes
Al arribar-li la notícia de la derrota, Vicente Nieto, qui s'havia quedat a Cotagaita, li va entrar en pànic i va fer destruir la fortalesa. Junt al parròc de Tupiza i alguns oficials es va aventurar a zones despoblades intentant arribar a la costa de l'Oceà Pacífic. Éssent ja vell, no va poder viatjar amb rapidesa. Després de 16 dies de marxa, a prop de Colcha a Lípez, el quia que els acompanyava va amagar les mules mentre els pròfugs (fugits de la justícia per no servir a l'exèrcit) descansaven, deixant-los sense poder continuar mentre es dirigia a denunciar-los a l'alcalde del lloc, Antonio Santos. Aquest els va fer empresonar immediatament i els va entregar a Castelli. Una partida va sortir a la seva cerca. Eren soldats de les companyies de patricis que Vicente Nieto havia manat a treballar a la balma (forat no gaire gran en una roca que permet entrar la claror) excavada de Potosí quatre mesos abans.
Després de la derrota, còrdoba va fugir amb les restes del seu exèrcit cap a Cotagaita i l'endemà de la batalla va escriure al seu ex amic a Espanya, Gonzàlez Balcarce:
| « | Va vencer vosté a la Lid i ara estic donant les ordres més actives perquè s'ajunti el que ha escampat l'indigne president. Reconec a la Junta, doncs em vaig sotmetre a ella, el mateix que fa aquesta marina i el mateix que faràn les tropes que jo he comandat, doncs per a això he donat les ordres molt clares | » |

Castelli li va respondre que s'entregue`s amb els seus còmplices a la generositat del govern de la junta. Endivinant quina seria la seva sort, al rebre aquesta resposta de Còrdoba es va donar a la fuga el dia 9 en direcció a la Plata (o Chiquisaca). El 12 de novembre va enviar una carta sol·licitant un batalló de tres-cents homes a la Plata, però la ciutat s'estava pronunciant per la revolució i en resposta li van enviar una partida de capità Joaquín de Lemoine que el va empresonar l'endemà a Cuchihuasi a la rodalia de Potosí
Indalecio Gonzàlez de Socava va prendre el comandament de les restes de l'exèrcit reialista i es va dirigir cap a Puno per unir-se a José Manuel de Goyeneche, i fou també empresonat encara que va aconseguir escapar.
Al fugir Vicente Nieto, va enviar a Potosí al conde Casa Reial amb ordres per a Paula Sanz perquè agafés dos-cents mil pesos en or de la Casa de la Moneda i fugís de la ciutat. No obstant, aquest va demorar la fugida prou perquè el 10 de novembre arribés a la ciutat un ofici de Castelli anunciant la imminent arribada de l'exèrcit i ordenant al cabildo empresonar al governador. El cabildo es va pronunciar a favor de la revolució adherint-se a la junta i alliberant els detinguts de l'any anterior. Paula Sanz va ser empresonat immediament, quedant detingut a la Casa de la Moneda junt amb Nieto i Còrdoba durant un mes

## Adhesió de l'Alt Perú a la Junta
Mentres s'apropaven les tropes de Cochabamba a Chuquisaca, el poble de la ciutat va exigir un cabildo obert.
El 12 de novembre del 1810 es va reunir el Cabildo de Chuquisaca, decidint-se convocar un cabildo obert per a l'endemà amb la finalitat de tractar el reconeixement a la Junta de Buenos Aires.
El dia 13 de novembre, presidit pel conde de Sant Javier i Casa Laredo, Gaspar Remírez de Laredo i Encalada va jurar obediència a la Junta i es va declarar nul·la l'adhesió al Virregnat del Perú, pel que es van enviar oficis a Abascal, a Goyeneche i a Ramírez Orozco, desconeixent la seva autoritat i instant-los a que s'abstinguèssin d'envair els límits de les Províncies Unides del Riu de la Plata. Van participar en la reunió l'arquebisbe Benito María Mozó i Francolí, i l'expresidnet Ramón García de León i Pizarro. Es va enviar una comissió cap a l'exèrcit auxiliador per expressar els anhels populars de la ciutat per la seva arribada. L'ofici enviat a la Junta expressava:
| « | El cap ha despertat a la ciutat de la Plata el clar i ansiat dia que per als seus honrats habitants ha sét el primer moment feliç de la seva llibertat, i del cessament de la més dura i tirànica opressió per la fuga del seu president, don Vicente Nieto, resultat de la seva despòtica i forçada expedició a Santiago de Cotagaita. S'ha congregat avui mateix tot el poble en Cabildo obert, i sense raó de dubta, ha declarat els seus anticipats vius desitjos de la unió amb aquesta ???ínclita capital; I a la tarda del mateix dia s'ha jurat obediència a la seva Excel·lentíssima Junta per totes les autoritats i corporacions, desde la Reial Audiència fins a l'ínfima classe, en la més dolça efusió dels seus patriòtics sentiments, tant dolorosament reprimits, segons instrueix l'adjunt testimoni de l'acta capitular. | » |

Va entrar després la divisió de vanguarda de l'exèrcit auxiliador a Potosí, comandada per Martín Miguel de Güemes i posteriorment el va seguir la resta de l'exèrcit. Les desavenences internes van portar a Castelli a despedir a Güemes, que va ser confinat a Salta i a dissoldre la Divisió de Salta, que estava sota el seu comandament, incorporant els seus soldats a altres unitats.

## Govern de Castelli a Charcas
Castelli, durant el seu govern a l'Alt Perú, va prendre mesures dràstiques que li van fer guanyar la enemistat de gran part de les classes acomodades. Entre aquestes, el 15 de desembre a la Plaça Major de Potosí va fer afusellar al mariscal Vicente Nieto (governador president de l'Audiència de Charcas), a Francisco de Paula Sanz (intendent de Potosí) i al capità del vaixell Còrdoba i Rojas, després que es neguèssin a jurar obediència a la Junta, complint les ordres de Moreno en represàlia per les execucions dels líders de la Revolució de La Paz del 1809. El bisbe de la Paz, i José Manuel de Goyeneche també estaven sentenciats a mort si eren capturats.
Als tres se'ls va realitzar un procés presidit per Eustoquio Díaz Vélez i van ser sentenciats a mort el dia 14 per crims contra el rei i la patria per Castelli, en nom de la Junta, que al seu torn actuava en nom del rei. El perdó que la Junta havia atorgat als presos, junt amb la ordre de no realitzar noves execucions per motius polítics, va arribar tard a Potosí.
Castelli va confiscar també els bens els espanyols emigrats i va deseterrar a molts enemics. Ho feia en compliment de les ordres emanades de la Primera Junta el 12 de setembre del 1810:
| « | A la primera victòria deixarà la vostra excel·lència que els soldats facin estralls per difondre terror en els enemics | » |

Després de deixar a Feliciano Antonio Chiclana com a governador intendent de Potosí, va arribar Castelli a Chuquisaca el 27 de desembre del 1810 acompanyat de Gonzàlez Balcarce i de 400 soldats, que són rebuts de manera triomfal. Castelli es va fer càrrec de la presidència de Charcas, que més tard va deixar al general Juan Martín de Pueyrredón. La Reial Audiència va ser reanomenada com a Cambra d'Apel·lacions.
Entre les mesures preses per Castelli a l'Alt Perú, hi va haver la formació dels Consells de Província a cada governació de la intendència, presidits pel governador intendent i formats per quatre membres nomenats pels cabildos. Aquests van ser renovats i purgats per ser contraris a la revolució.
Castelli va enviar també diversos agents a les províncies del Virregnat del Perú amb la finalitat de fer propaganda de la revolució. Aquestes accions van donar com a resultat la convocatòria de Cabildos oberts a Tacna, Arequipa, Locumba i Moquegua. Aquests van ser sufocats sense que Castelli puguès ajuda'ls.
L'exèrcit auxiliar va continuar estacionat a Potosí fins que el 9 de gener del 1811 va començar a marxar cap a Oruro, sota el comandament de Viamonte.
A finals de febrer Castelli i Gonzàlez Balcarce van abandonar Chuquisaca direcció a Oruro, incorporant-se allí a l'exèrcit al març. A principis d'abril es va reprendre la marxa cap a La Paz, establint el campament a la Laja.
A La Paz un cabildo obert realitzat el 16 de novembre del 1810 va reconèixer a la Junta de Buenos Aires.
A l'acta de reconeixement de la Junta de Buenos Aires per la ciutat de La Paz s'hi pot llegir:
| « | (...) d'hores en hores s'esperaven els cossos militars de la part de Buenos Aries i Cochabomba, iressistibles respecte a les circumstàncies de la mateixa ciutat, notories i massa patètiques al congres: Preveure i acordar-se aquest, i votar-se en secret amb amplíssima llibertat, el que tingués per conveniència el millor obsequi els enunciats i amb la possible proporció als mateixos fets; En la seva virtut, procedint-se a la votació secreta i sortint d'aquesta setanta-un vots, va resultar per ells en uniformitat i sense discrepància, la submissió i subordinació a la junta superior de Buenos Aires sense fer-se novetat (...) | » |

A La Paz, es va establir una junta el 18 d'abril del 1811 integrada per José Landavere, José Astete i José María Valdez. El governador intendent Domingo Tristán van llençar una proclama l'1 de maig dient:
| « | (...) a la vista teniu immenses tropes de la immortal Buenos Aires que han vingut a restituir-nos la llibertat americana (...) | » |

Castelli va ser rebut triomfalment a La Paz. L'11 de maig va enviar cartes al virrei del Perú i al cabildo de Lima. Al capdavant de la defensa reialista hi havia el brigadier d'Arequipa i president de la Reial Audiència del Cuzco, José Manuel de Goyeneche, a qui Abascal li havia delegat amples facultats. Situat des d'octubre a Zepita (entre el riu Desaguadero i el llac Titicaca), Goyeneche havia començat a armar el seu exèrcit amb 200 homes de la guarnició de Cusco, però després de la derrota de Nieto disposava de sols cinc companyies. Aprofitant els dos mesos que Castelli va estar a Chuquisaca, va aconseguir aprofitar els errors polítics del representant de la Junta i va aconseguir que els peruans s'allistessin en massa al seu exèrcit, arribant a reunir 8000 homes i 20 canyons (1200 de Buenos Aires i 7000 de l'Alt Perú - dos mil a cavall).
La caiguda de Moreno el 6 de desembre del 1810 i el cop de Saavedra el 5 d'abril del 1811 (les notícies van arribar a La Laja al maig) van impedir a Castelli i a Gonzàlez Balcarce dels seus amics al govern de Buenos Aires, el que va provocar divisió a les files de l'exèrcit, contant el partit saavedrista com a cap principal de Viamonte. Castelli va impedir que els diputats electes de l'Alt Perú viatgèssin a Buenos Aires i després va incitar als governadors perquè no reconeguessin a la Junta Grande i s'uníssin al congrés a l'Alt Perú.
El 25 de maig del 1811, Castelli va reunir a indígenes a les ruïnes de Tiahuanaco i va proclamar la seva llibertat solemnement en nom de la Junta:
| « | Ja heu vist els mals i els bens que ens ofereixen un i altre sistema; Doncs bé, ara digueu-me vosaltres: Que voleu? | » |

## La derrota de Huaqui i la retirada de l'Alt Perú
Amb autorització d'Abascal, Goyeneche va parlamentar amb Castelli, firmant amb ell un armistici per 40 dies, el 16 de maig del 1811, temps sol·licitat pel Cabildo de Lima per a esperar una resposta a un ofici enviat ala Junta de Buenos Aires. Castelli va ordenar a l'exèrcit (que llavors tenia vint-i-tres mil homes) suspendre operacions, havent arribat ja a l'avantguarda a Tiahuanaco. Castelli no va exigir a Goyeneche que abandonès el turó de Vilavila, ubicat dins del territori del Riu de la Plata sobre el riu Desaguadero (sobre el Titicaca), des d'on es custodiava l'únic pont sobre el riu, que havia sét ocupat i fortificat per Goyeneche. El 17 d'abril es va conjurar una contrarevolució reialista a Potosí.
Abascal va aprofitar l'armistici per a enviar reforços i queviures a Goyeneche, qui va continuar els preparatius bèl·lics. Castelli va ser advertit dels preparatius bèl·lics de Goyeneche i conspirant quasi obertament contra la Junta (que havia desterrat als seus acmis) va concebre la idea de derrotar-lo i després dirigir-se a Buenos Aires per a reposar-los. Al juny va moure al seu exèrcit des del campament de Laja, on s'havia instal·lat a principis d'abril, cap al nou campament de Huaqui passant per Tiahuanaco. Des d'allí podia guarnir el pas del riu Desaguadero (anomenat Pont de l'Inca, ja que va ser construït per Cápac Yupanqui) i observar als moviments realistes, cosa que d'acord amb els termes de l'armistici podia ser considerat una violació del mateix. Les forces amb les que comptava Castelli a Huaqui eren entre sis mil i set mil, doncs la major part de l'exèrcit es trobava escampat per diverses regions de l'Alt Perú i algunes unitats es trobaven de viatge. Per exemple, tres-cents soldats de Santa Cruz de la Sierra i la companyia de Pardos (anomenada El Terror) enviada per Chuquisaca.
El 20 de juny del 1811 Goyeneche va ordenar atacar a l'exèrcit revolucionari donant el tret de sortida a la batalla de Huaqui. Els cinc mil soldats patriotes i els indígenes que els reforçaven no van poder contra els sis mil cinc-cents realistes i van provocar una duríssima derrota. Com a conseqüència d'aquesta batalla, Goyeneche es va apoderar de La Paz, Cochabamba després de la Batalla d'Amiraya (o primera batalla de Sipe Sipe) el 13 d'agost del 1811, on van ser derrotats. Eustoquio Díaz Vélez i Francisco de Rivero van avançar després cap a Chuquisaca. Les restes desorganitzades de l'exèrcit van retrocedir en una precipitada retirada cap a Chuquisaca. En aquesta ciutat es va formar la companyia de Granaders de 140 homes que va conduir l'artilleria i va cobrir la retirada sota el comandament de Pueyrredón cap a Potosí. Aquesta vi·la va ser abandonada per Pueyrredón el 25 d'agost, emportant-se els caudals i clavant set canyons. Perseguit de prop pels pobladors de Potosí, Pueyrredón va aconseguir arribar amb els caudals a Jujuy i finalment a territori de Salta, on va rebre l'auxili de Güemes.
Després d'aquestes derrotes, entre el 14 d'agost i 28 de setembre, la ciutat de La Paz va ser assetjada pels rebels. Els residents, sabent dels abusos comesos per aquests a la regió de Charcas van decidir defensar el poble i es van negar a rendir-se. Una gran tropa de quetxues i aimares lleials a la causa de Buenos Aires, quinze o dinou mil, sota el comandament de Juan Manuel de Cáceres i els Caciques Titicocha, Santos Limachi, Vicente Choque i Pascual Quispe va encerclar la ciutat i van intentar prendre-la en diferents assants, sense cap èxit, i això a pesar de rebre reforços de Cochabamba i Arque, uns cinc mil indis sota el comandament de Esteban Arze. No obstant, Goyaneche havia organitzat un gran exèrcit per a recuperar l'Alt Perú, uns vint mil homes, principalment quetxues aportats pels caciques Mateo García Pumacawa i Manuel Choquehuanca, que van marxar cap al Desaguadero obtenint una victòria a Huaqui. Després d'això va enviar una tropa d'avançada sota el comandament de Pedro Benavente i José de Santa Cruz i Villavencio de tres-cents fusilers i entre quatre-cents i cinc-cents llancers més quatre canyons que van entrar a la ciutat i van dispersar als atacants. No obstant els indis van continuar fustigant la ciutat. N'hi havien almenys dotze mil homes, atacaven de nit i robavent bestiar fins al 18 d'octubre, moment en què va arribar l'exèrcit virregnal sota el comandament del coronel Jerònimo Marrón de Lombera.
En conèixer-se aquests fets de Huaqui a Buenos Aires, el president de la Junta, Cornelio Saavedra va culpar l'extremisme de Castelli per la perdua de l'Alt perú i el 3 d'agost va ordenar la seva destitució i la substitució com de la prefectura de l'exèrcit auxiliar per Francisco del Rivero. Poc després a més van destituir Castelli de Balcarce. El 15 d'agost, Rivero sense saber d'aquest nombrament, va canviar de bàndol.
Quan Saavedra va saber d'aquest canvi de bàndol, l'1 de setembre, va revocar la ordre donada, i va ordenar que Balcarce tornès a Buenos Aires i deixés a Viamonte el comandament. Pocs dies després, la Junta va sol·licitar a Saavedra que es dirigís a prendre el comandament de l'exèrcit auxiliar a fer-se càrrec de la prefectura de l'exèrcit. A només vuit dies de la seva arribada a Salta, Saavedra va rebre la comunicació de que havia sét separat de la Junta i havia de deixar el comandament de l'exèrcit a Juan Martín de Pueyrredón, ja que el 23 de setembre del 1811 el poder executiu de la Junta havia sét substituïda pel Primer Triumvirat

## Avenç de Díaz Vélez
Per donar suport a la nova insurrecció de Cochabamba, Pueyrredón va decidir fer un nou intent d'avanár sobre l'Alt Perú. Per a fer-ho, va enviar al seu segon, al major general Eustoquio Díaz Vélez amb un regiment de cavalleria i un batalló d'infanteria. Com que els soldats consideraven que es tractava d'una missió suïcida, abans de la partida es va produir un Motí que es va saldar amb l'execució dels instigadors del motí. A mitjans de desembre, Díaz Vélez es trobava acampant a Los Colorados amb set-cents homes, des d'alli va enviar a Dorrego amb quaranta homes a atacar una partida realista situada al poble de Sansana, on se suposava que custodiaven un carregament de Farina. Dorrego va coneguir l'objectiu provocant catorze morts, i tenint al seu torn tres morts propis, abans d'haver de fugir davant l'arribada de dos-cents reialistes (Combat de Sansana).
La divisió de Díaz Vélez va rebre reforços, amb un total de vuit-cents seixanta homes, tres-cents dels quals fusilers montats i els altres d'infanteria, junt amb cent cinquanta foners indígenes addicionals i cinc peces d'artilleria. Després de les negociacions frustrades, l'11 de gener del 1812 Díaz Vélez va enviar a Dorrego amb cent homes a copar el poble de Nazareno.
El 12 de gener es va produir el Combat de Nazareno quan Díaz Vélez va sorprendre a l'avantguarda reialista que es trobava a Suipacha al comandament de Francisco Picoaga, aconseguint que aquest es donés a la fuga. Les forces es van dividir en tres columnes d'atac i una de reserva, però quan l'exèrcit creuava el riu Suipacha, es va produir una repentina creixent del riu deixant aïllades a les tropes sota el comandament de Dorrego. Els reialistes dispersats, es van refer i reorganitzar, van tornar i els van atacar i derrotar. Dorrego va ser ferit a la garganta. Pueyrredón va ordenar a Díaz Vélez que emprengués la retirada, ja que l'exèrcit reialista va avançar immediatament. Per aquestes accions Dorrego va ser ascendit a coronel.
El Coronel Lugones va relatar als seus Records Històrics: 
| « | La batalla de Nazareno va tenir molt mals resultats. Aquest segon desencert, tot i que major que el de Desaguadero, va desalentar als patriotes, va entristir a Jujuy, i va posar en conflicte a Pueyrredón que per a sortir del destret (situació incòmoda), no va trobar cap altra solució que el d'una retirada | » |

Simultàniament, el tinent coronel Martín Miguel de Güemes (segon cap de l'avantguarda) va ser enviat per Díaz Vélez a recuperar Tarija. Ho va aconseguir per mitjà de Pedro Antonio Flroes el 18 de gener del 1812, reunint-se després amb Díaz Vélez a Humahuaca. A l'operació per sorpresa van aconseguir apoderar-se de més de tres-cents fusils, dos canyons i municions, deixant a Tarija en mans dels guerrillers de les republiquetes.

### Final de la campanya
Cochabamba havia estat liderada per Esteban Arze el 29 d'octubre del 1811, qui va ser rebutjat a Oruro per Socaza i va aconseguir rendir a Chayanta al coronel Pablo Astete. Goyeneche va ocupar després Cochabamba el 27 de maig, després que el 24 de maig Esteban Arze fos derrotat en la batalla de Quehuinyal o Pocona. Posteriorment va ser derrotat també a Mollemolle junt amb Carlos Taboada i es va sumar a les guerrilles d'Àlvarez de Arenales.
El març de 1812 va acabar oficialment la primera campanya de l'expedició, essent substituït Pueyrredón pel brigadier general Manuel Belgrano el dia 26 de març.
González Balcarce i Castelli van ser considerats responsables del desastre i van ser sotmesos a sumari. L'últim va morir abans de dictar-se sentència, però Gonzàlez Balcarce va ser absolt i es va reincorporar a la lluita sota el comandament del general José de San Martín. Manuel Belgrano es va fer càrrec de l'exèrcit i va emprendre la Segona Expedició Auxiliadora de l'Alt Perú.